# Andrea Raccagni Noviero
Andrea Raccagni Noviero, né le 26 janvier 2004 à Gênes, est un coureur cycliste italien.

## Biographie
Andrea Raccagni Noviero est originaire de Gênes, en Ligurie. Il grandit dans la localité voisine de Chiavari. Très tôt intéressé par le vélo, il commence à pratiquer ce sport dans le jardin de sa maison familiale avec un VTT. Il participe à ses premières compétitions cyclistes vers l'âge de six ans, sous les couleurs du Gruppo Sportivo Levante,. Dans les catégories de jeunes, il est notamment champion régional et provincial en 2013. 
En 2022, il est sélectionné à plusieurs reprises en équipe nationale d'Italie. Actif sur piste, il se distingue en devenant champion du monde et champion d'Europe de poursuite par équipes chez les juniors. Il s'impose également à plusieurs reprises sur route dans des épreuves nationales. Grâce à ses bons résultats, il intègre la réserve de l'équipe Soudal Quick-Step en 2023. Décrit comme un coureur de classiques, il décroche deux podiums dans des kermesses professionnelles. Il se classe aussi troisième du Dorpenomloop Rucphen et dixième de Paris-Tours espoirs.
Lors de la saison 2024, il est sacré champion d'Italie du contre-la-montre espoirs. Il finit par ailleurs deuxième du prologue de l'Istrian Spring Trophy et du contre-la-montre inaugural du Tour d'Italie espoirs, ou encore troisième de Bruxelles-Opwijk, du Tour des 100 Communes et de Gand-Wevelgem espoirs.

## Palmarès sur route

### Par année
- 2022
  - Memorial Ricci
  - Trofeo Fans Club Daniele Bennati
  - Gran Premio Eccellenze Valli del Soligo (contre-la-montre par équipes)
  - Trofeo di Rignano sull'Arno
  - 3e du Trophée de la Ville de Châtellerault
- 2023
  - 2e de la Costa dei Trulli
  - 2e du Textielprijs Vichte
  - 3e du Dorpenomloop Rucphen
  - 3e de la Zuidkempense Pijl
  - 3e du Grand Prix de la ville de Thourout
  - 3e du Circuit Mandel-Lys-Escaut
- 2024
  -  Champion d'Italie du contre-la-montre espoirs
  - 3e de Bruxelles-Opwijk
  - 3e du Tour des 100 Communes
  - 3e de Gand-Wevelgem espoirs
  - 7e du championnat d'Europe du contre-la-montre espoirs

### Classements mondiaux
| Année                                 | 2023  | 2024 |
| ------------------------------------- | ----- | ---- |
| Classement mondial                    | 1180e | 752e |
| UCI Europe Tour                       | 810e  | nc   |
|                                       |       |      |
| Légende : nc = non classéSource : UCI |       |      |

## Palmarès sur piste

### Championnats du monde
| Édition / Épreuve       | Poursuite par équipes |
| Tel Aviv 2022 (juniors) | Or                    |

### Championnats d'Europe
| Édition / Épreuve     | Poursuite par équipes |
| Anadia 2022 (juniors) | Or                    |